# Metatrichia (slijmzwamgeslacht)
Metatrichia  is een geslacht van slijmzwammen uit de familie Trichiidae. De typesoort is Metatrichia horrida.

## Kenmerken
De vruchtlichamen zijn gesteelde of zittende sporocarpen, die vaak pseudoaethalia vormen. Het dikwandige, broze en kwetsbare peridium heeft één, twee of drie lagen. De buitenste laag is glad of wratachtig. Het capillitium bestaat uit eenvoudige, vertakte of netvormige, holle draden die donkerrood tot roodbruin zijn en niet gloeien in gepolariseerd licht, in tegenstelling tot de roodachtige tot bruine sporen.

## Verspreiding
Het geslacht wordt wereldwijd verspreid met twee van zijn soorten (waaronder Metatrichia vesparium, een van de meest voorkomende slijmzwamsoorten ter wereld). Er zijn nog drie andere soorten bekend uit Afrika, één uit Jamaica en de Dominicaanse Republiek en één uit het gebied rond Kassel.

## Soorten
Het geslacht telt de volgende zes soorten (peildatum december 2022):
| Soortnaam                                         | Auteur(s)                                       | Publicatiejaar |
| ------------------------------------------------- | ----------------------------------------------- | -------------- |
| Metatrichia arundinariae                          | (Rammeloo) T.N. Lakh. & Mukerji                 | 1977           |
| Metatrichia floriformis (Donkerbruin kelkpluisje) | (Schwein.) Nann.-Bremek.                        | 1985           |
| Metatrichia floripara                             | (Rammeloo) Rammeloo                             | 1984           |
| Metatrichia horrida                               | Ing                                             | 1964           |
| Metatrichia rosea                                 | (Flatau & Nann.-Bremek.) Nann.-Bremek.          | 1985           |
| Metatrichia vesparia (Gebundeld kelkpluisje)      | (Batsch) Nann.-Bremek. ex G.W. Martin & Alexop. | 1969           |